# Bazilika Panny Marie Královny míru
Bazilika Panny Marie Královny míru (francouzsky Basilique Notre-Dame de la Paix) je kostel se statutem basilica minor v hlavním městě Pobřeží slonoviny, v Yamoussoukru. Byla otevřena roku 1990 a je jedním z největších kostelů na světě.
Výstavbu baziliky inicioval bývalý katolický prezident Félix Houphouët-Boigny. Byla postavena z mramoru podle návrhu architekta Pierra Fakhouryho. Stavba probíhala mezi lety 1985–1989. Jako hlavní stavební materiál byl použit mramor. Zaujímá plochu 30 000 m² a její věž dosahuje výšky až 158 m. 10. září 1990 ji vysvětil papež Jan Pavel II. při návštěvě země. Je spravována polskými pallotiny.
Prezident Pobřeží slonoviny, Félix Houphouët-Boigny, vybral v roce 1983 Yamoussoukro jako nové hlavní město státu. Součástí plánů města bylo to, že prezident chtěl nechat postavit největší kostel světa. Jeho plán se potkal s kontroverzemi. Papež Jan Pavel II. souhlasil s vysvěcením kostela pod podmínkou, že v jeho blízkosti bude postavena i nemocnice.